# Les Bons Villers
Les Bons Villers es una comuna de la región de Valonia, en la provincia de Henao, Bélgica. A 1 de enero de 2019 tenía una población estimada de 9451 habitantes.

## Geografía
Se encuentra ubicada al centro del país, al norte de la ciudad de Charleroi.

### Secciones del municipio
El municipio comprende los antiguos municipios, que se fusionaron en 1977:
| - Frasnes-lez-Gosselies - Rèves - Villers-Perwin - Wayaux - Mellet |

## Demografía

### Evolución
Todos los datos históricos relativos al actual municipio, el siguiente gráfico refleja su evolución demográfica, incluyendo municipios después de efectuada la fusión el 1 de enero de 1977.
| Gráfica de evolución demográfica de Les Bons Villers entre 1846 y 2019 |
|                                                                        |